# 음력 2월 1일
음력 2월 1일은 음력 2월의 첫 번째 날이다.

## 사건
- 1019년 - 고려군이 요나라군을 귀주에서 물리쳐 승리한 전투인 귀주대첩이 발발하다.
- 1400년 - 이방원이 왕세자로 등극하다.

## 문화
- 1995년
  - 대한민국의 YTN, Q채널(現 JTBC2), 매일방송, KTV 국민방송, BTN불교TV, CMTV, Mnet, KMTV, DCN(現 OCN), 캐치원(現 캐치온) 등의 케이블 TV 방송국들이 개국하였다.
  - 서울시 구로구의 남동부와 경기도 광명시의 일부 지역이 합쳐져 금천구로 분리독립했다.

## 탄생
- 1980년 - 대한민국의 래퍼 최자 (CB 매스, 다이나믹 듀오).
- 2007년 - 대한민국의 가수 정동원.

## 사망
- 1608년 - 조선 제14대 국왕 선조.

## 기념일, 연중행사
- 영등날
- 머슴날
- 중화절

## 같이 보기
- 음력 360일: 1월 2월 3월 4월 5월 6월 7월 8월 9월 10월 11월 12월
- 전날:1월 30일 다음날:2월 2일 - 전달:1월 1일 다음달:3월 1일
- 양력:2월 1일
- 음력, 윤달